# Luca Ciamberlano

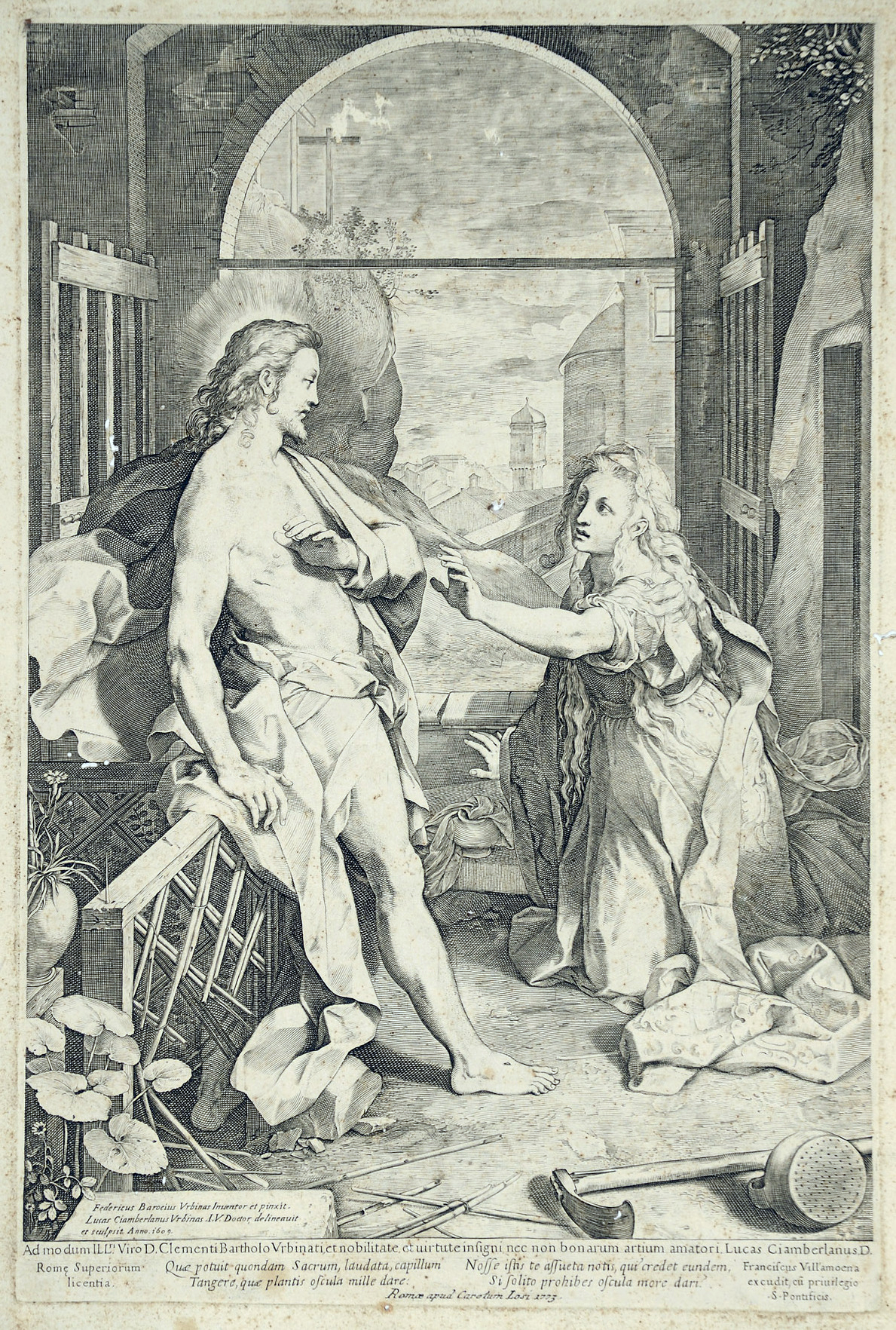
Luca Ciamberlano, Noli me tangere, da Federico Barocci

Luca Ciamberlano (Urbino, 1580 – Roma, 1641) è stato un incisore e pittore italiano.

## Biografia
Scarse sono le notizie biografiche. Si sa che studiò giurisprudenza e che divenne dottore in legge; poi Luca Ciamberlano abbandonò gli studi giuridici per dedicarsi interamente alla pittura e all'incisione. Non sono purtroppo note sue opere pittoriche e la sua prima incisione, tratta da un disegno di Francesco Villamena dal San Francesco del Barocci, è datata 1599.
Dalle date apposte sulle sue incisioni si deduce che fu attivo, in modo particolare a Roma, fra il 1599 (data della sua prima opera conosciuta) e il 1641. L'incisione che raffigura Papa Clemente VIII apre la porta santa è datata 1600. Probabilmente a Roma egli entrò in contatto con Agostino Carracci, la cui stretta frequentazione fu determinante per la sua impostazione tecnica e maturità stilistica. Collaborò con Annibale Carracci, incidendo illustrazioni per in un libro di testo, dedicato ad allievi artisti.
Luca Ciamberlano ebbe anche una fruttuosa collaborazione con Guido Reni, dal 1610 al 1612: in particolare incise 41 delle 44 tavole calcografiche della Vita di S. Filippo Neri fiorentino.
Vasta fu la sua attività di incisore: alle 130 incisioni già note (di cui 81 tratte da disegni di Agostino Carracci), il critico d'arte Federico Hermanin aggiunse le due stampe Ambasciata persiana a Roma e il ritratto di Giovan Battista Cioni da Lucca; e P. Kristeller contò 170 incisioni.

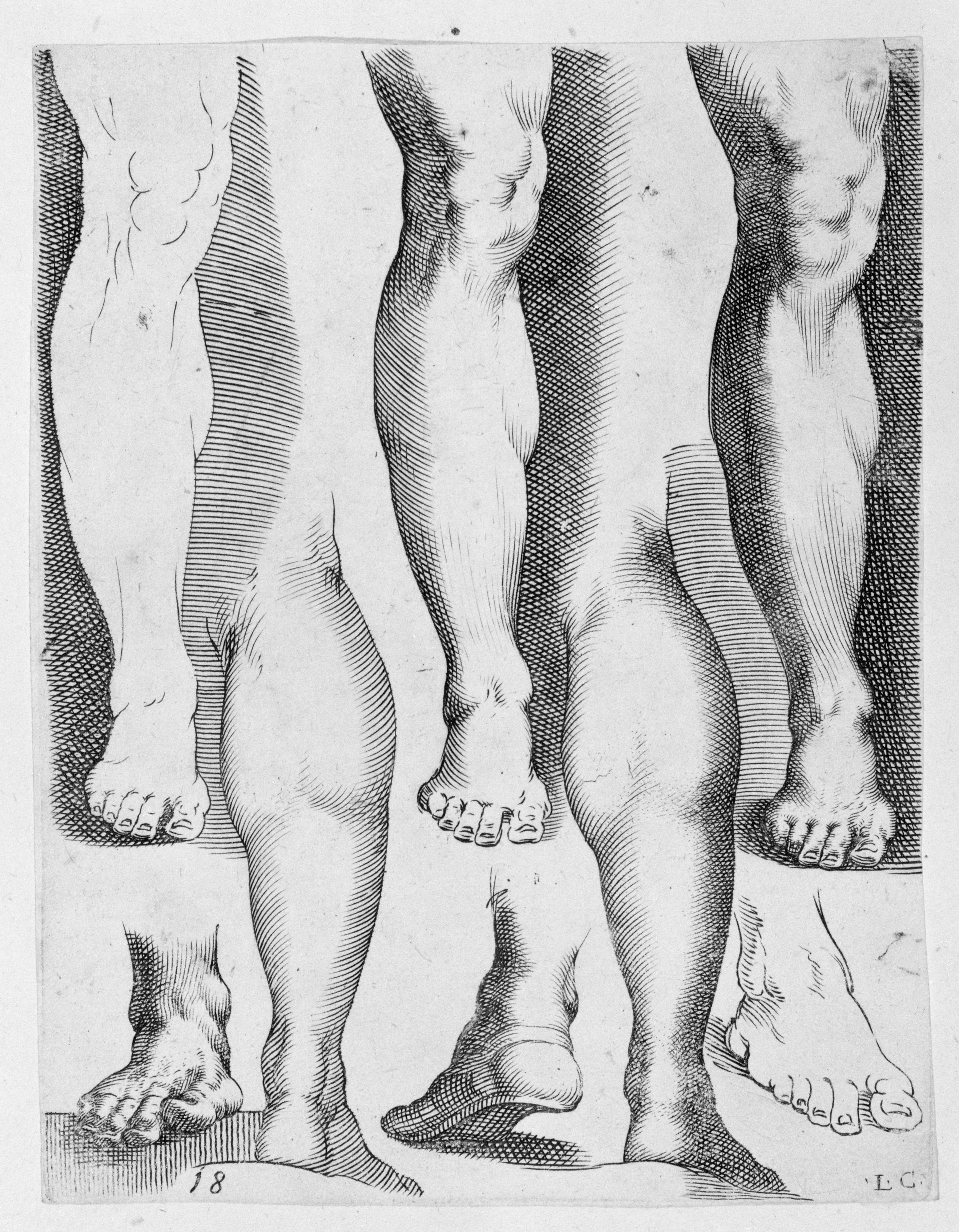
Luca Ciamberlano, Cinque gambe e tre piedi (Metropolitan Museum)

Realizzò incisioni anatomiche, tratte da Pietro da Cortona, dal 1618 al 1620. L. Donati ha pubblicato le schede di sue stampe - usate come frontespizi e illustrazioni di libri - da lui reperite alla Biblioteca Apostolica Vaticana. Rami incisi da Luca Ciamberlano si conservano a Roma, all'Istituto nazionale per la grafica.
Ogni sua incisione, d'impostazione classicheggiante, è caratterizzata da sapienti giochi chiaroscurali: la serie I dodici apostoli è tratta da Raffaello, Noli me tangere dal Barocci, Santa Lucia da Agostino Carracci, il Sileno ebbro da Annibale Carracci.
Le sue incisioni sono firmate, o per esteso o con il monogramma "L. C."

### Altre sue incisioni
- Luca Ciamberlano, Admodum Ill.ri viro D. Clementi Bartholo Urbinati et nobilitate et virtute insigni ...Lucas Ciamberlanus d. / Federicus Barocius Urbinas inventor et pinxit; Lucas Ciamberlanus Urbinas ... delineavit et sculpsit, anno 1609, Roma, Franciscus Vill'amoena excudit, cum privilegio S. Pontificis, 1609, SBN RML0360091.Stampa a bulino; 400x266 mm.[6]
- Luca Ciamberlano, "Cristo e Apostoli" / Lucas Ciamberlanus eiusdem Patriae ad pristinum redigendas conatus est easdem tibi Ioseph de Rubeis Mediolanen D.D.D. Romae Anno 1616, Romae, Ioseph de Rubeis formis, SBN RML0200783.Serie completa di 14 incisioni, con numerazione propria, tratte da affreschi attribuiti a Raffaello.
- Luca Ciamberlano, Allegoria dell'Astronomia e della Chiesa Cattolica, s.l., s.n., 1641, SBN RML0386431.Stampa a bulino, 380x510 mm.[7]